# Township (Inglaterra)
Na Inglaterra, township (latin - villa) é uma divisão ou distrito local de uma grande paróquia que contém uma aldeia ou vila pequena, geralmente com sua própria igreja.  Um township pode ou não ser coincidente com um chapelry, manor, ou qualquer outra área menor da administração local.
O "township" é distinto dos seguintes:
- "Vill": tradicionalmente, entre os historiadores jurídicos, um "vill" se referia ao pedaço de terra de uma comunidade rural, ao passo que "township" era referido quando se pretendia a administração tributária e legal de uma comunidade rural.[2]
- Chapelry: a paróquia de uma capela (uma igreja sem funções paroquiais).
- Tithing: a unidade básica do medieval Frankpledge system.[2]

'Township' é, no entanto, às vezes usado vagamente para um dos acima.

## História

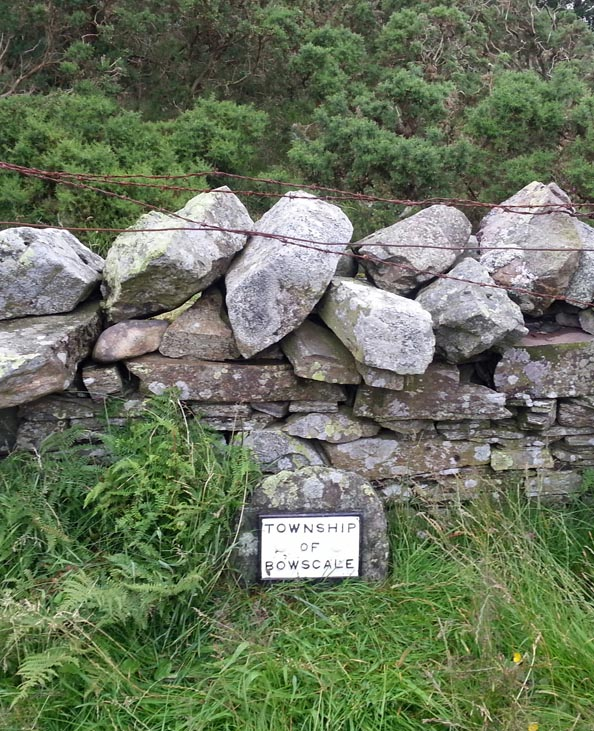
Township marcador de limite em Mungrisdale, Cumbria. O marcador foi restaurado para fins históricos.

Em muitas áreas da Inglaterra, a unidade básica da administração civil era a paróquia, geralmente idêntica a paróquia eclesiástica. No entanto, em alguns casos, particularmente no Norte da Inglaterra, havia uma unidade menor chamada township, sendo uma subdivisão de uma paróquia. Isso pode acontecer por vários motivos: 
- Em algumas partes do norte da Inglaterra, as paróquias eram grandes demais para serem administradas convenientemente. Por exemplo, Sheffield constituiu uma única paróquia, que tinha seis townships - Ecclesall Bierlow, Brightside Bierlow, Attercliffe cum Darnall, Nether Hallam, Upper Hallam e Sheffield. Whalley paróquia, em Lancashire, continha 47 townships e estendido mais de 43.000 ha (105,000 ac).[3]
- Lá ou em outro lugar, ocasionalmente, diferentes partes de uma paróquia estavam em diferentes hundreds ou condados.
- Às vezes, um township inclui partes de várias paróquias diferentes, como em Heworth perto de York, que incluiu partes das paróquias de St Saviour, St Cuthbert e St Giles.

A historiadora local Dorothy Silvester identificou uma "linha paroquial", que dividia o norte dos condados do sul da Inglaterra e do País de Gales. (Denbighshire, Shropshire, Staffordshire, Derbyshire, e do norte Yorkshire). Ao norte desta linha, as paróquias tendiam a ser grandes, contendo vários townships. No entanto, ao sul desta linha, as paróquias tendem a conter únicos townships.
Um township designado superintendentes dos pobres e agrimensores das rodovias da mesma forma que uma paróquia e eles financiaram suas obrigações cobrando uma taxa, da mesma forma que os funcionários paroquiais. A definição original de Paróquia Civil era qualquer lugar em relação ao qual uma taxa pudesse legalmente ser cobrada.  A maioria dos townships desapareceram antes de 1866, sendo incluídas em paróquias civis adjacentes ou conquistando seu próprio status de paróquia civil.

## Uso moderno
O uso do termo 'township' persistiu e foi recentemente revivido como um nome para subdivisões de boroughs no norte da Inglaterra.  Por examplo, o Borough Metropolitano de Rochdale tem comitês de Township, e o Borough Metropolitano de Wigan divide o borough em dez townships, cada um com um fórum township. Wirral é dividido em quarenta e quatro, para fins de planejamento.
Em Sheffield, Mosborough ward, que inclui os distritos de Halfway, Mosborough aldeia, Waterthorpe, e Westfield, é uma das 28 wards eleitorais da cidade de Sheffield. Ele está localizado na parte leste da cidade e é uma das wards que compõem o eleitorado parlamentar de Sheffield Attercliffe.  A área é muitas vezes referida como Mosborough Townships, mas esse uso não tem nenhum significado administrativo.
Em Shropshire, o nome de Ruyton-XI-Towns preserva a memória só de townships medievais; em Herefordshire, Bromyard ainda tem áreas referidas pelos nomes de três townships, além da área central da vila.